# Taxus x media
Taxus x media er en hybrid i slægten taks, og der er udviklet et stort antal sorter af den. 

## Sorter
Her nævnes dog kun de mest brugte sorter:
- Taxus x media 'Brownii'
- Taxus x media 'Densiformis'
- Taxus x media 'Fairview'
- Taxus x media 'Farmen'
- Taxus x media 'Green Mountain'
- Taxus x media 'Hicksii'
- Taxus x media 'Hillii'
- Taxus x media 'Nidiformis'
- Taxus x media 'Sentinalis'
- Taxus x media 'Stricta Viridis'